# Тернопільська обласна премія імені Родини Лепких
Тернопільська обласна премія імені родини Лепких — регіональна премія Тернопільської области. Заснована 2017 року на честь родини Лепких: батька Сильвестра, синів Богдана, Миколи, Левка та племінника Романа Смика.

## Лауреати
- 2017 — Любомира Гаврилів, Володимир Колінець, Михайло М'якуш, Ольга Пелешок, Богдан Сивак, Казимир Ярема, Хор «Просвіта» ім. І. Кобилянського.